# Блокування із низьким рівнем деталізації (шаблон проєктування)
Блокування із низьким рівнем деталізації (англ. Coarse Grained Lock) — шаблон проєктування, який пропонує блокувати групу об'єктів за допомогою єдиного елементу блокування.

## Опис
Часто під час бізнес-транзакції відбувається взаємодія із групою пов'язаних об'єктів. Тоді, якщо виникає потреба заблокувати один елемент в групі також варто блокувати й інші. Але застосування блокування до кожного елемента в групі об'єктів спричиняє ряд проблем. Так, наприклад, необхідно відстежувати всі об'єкти в групі, що призводить до втрат продуктивності через велику конкуренцію за ресурс. Також блокування для кожного об'єкта, не зважаючи на реалізацію, вимагає додаткових витрат пам'яті.
Даний шаблон розв'язує цю проблему, накладаючи один елемент блокування на групу об'єктів. Даний підхід не тільки спрощує блокування, але й звільняє від потреби завантажувати всі об'єкти в пам'ять, щоб їх заблокувати.

## Реалізація
Щоб реалізувати блокування із низьким рівнем деталізації необхідно створити єдину точку конкуренції на право доступу до групи заблокованих елементів. 
Як приклад, таким об'єктом може виступати корінь агрегації.
```
class
 
Customer
 

{

    
public
 
int
 
Id
 
{
 
get
;
 
set
;
 
}

    
public
 
string
 
Name
 
{
 
get
;
 
set
;
 
}

    
public
 
Address
 
Address
 
{
 
get
;
 
set
;
 
}

    
public
 
void
 
ChangeAddress
(
string
 
newAddressName
)

    
{

        
this
.
Address
.
Name
 
=
 
newAddressName
;

    
}

}

class
 
Address

{

    
public
 
string
 
Name
 
{
 
get
;
 
set
;
 
}

}

public
 
void
 
ChangeCustomerAddress
(
int
 
customerId
,
 
string
 
newAddress
)

{

    
_lockService
.
AcquireLock
(
customerId
.
ToString
());

    
Customer
 
customer
 
=
 
db
.
GetCustomerAggregate
(
customerId
);

    
customer
.
ChangeAddress
(
newAddress
);

    

    
db
.
Update
(
customer
);

    
_lockService
.
ReleaseLock
(
customerId
.
ToString
());

}

```

Іншою спільною точкою блокування може бути, наприклад, номер версії:
```
// деякий маркер для групи об'єктів

// підходить як для оптимістичного, так і для песимістичного блокування

class
 
Version
 

{

    
public
 
Guid
 
VersionId
 
{
 
get
;
 
set
;
 
}

}

class
 
Customer
 

{

    
public
 
int
 
Id
 
{
 
get
;
 
set
;
 
}

    
public
 
string
 
Name
 
{
 
get
;
 
set
;
 
}

    
public
 
Address
 
Address
 
{
 
get
;
 
set
;
 
}

    
public
 
Version
 
Version
 
{
 
get
;
 
set
;
 
}

}

class
 
Address

{

    
public
 
string
 
Name
 
{
 
get
;
 
set
;
 
}

    
public
 
Version
 
Version
 
{
 
get
;
 
set
;
 
}

}

```